# Ján Čomaj
Ján Čomaj (17. dubna 1935, Radzovce, Československo – 26. ledna 2020) byl slovenský novinář.
Ján Čomaj studoval na Filozofické fakultě Univerzity Komenského v Bratislavě, pracoval v deníku Smena, v roce 1965 inicioval vznik Smeny na nedeľu. Kvůli podpoře procesů z konce 60. let byl propuštěn ze zaměstnání, a musel pracovat v dělnických profesích. V letech 1990-1991 byl ředitelem Tiskového a informačního odboru Úřadu vlády, od roku 1992 se stal ředitelem akciové společnosti Národní obroda. Od roku 1993 byl zástupcem šéfredaktora deníku Slovenská republika.

## Dílo
- Kniha reportáží Hviezdy spievajú (1963)
- Smrť sedí vpredu (1965)
- Počmáraný život (1967, 1968)
- Čo nebolo v novinách - August 68 (1990)
- Veľký biliardový stôl (1993)
- Túlačky (1995)
- Kruté osudy (1997)
- Predčasné pamäti (Milan Bako, 1997)
- Žena menom Katarína (Katarína Pospíchalová, 1998)
- Spomínanie bez konca (William Schiffer, 1998)
- Tisíc a jedna žena Tibora Bártfaya (2006)
- Fenomén Zamarovský (2006)